# Jul, jul, strålande jul (album med Artur Erikson & Anna-Lena Löfgren)
Jul, jul, strålande jul är ett julalbum med Anna-Lena Löfgren & Artur Erikson, utgivet i november 1969 på LP och MK   och återutgivet på CD 1990 .
Artur Erikson medverkar, med tillstånd av Svenska Missionsförbundets förlag på sångerna: Jul, jul strålande jul, O,sälla dag, Det är en ros utsprungen och Räck mej din hand (vi har samma väg att gå) .

## Låtlista

### Sida A
1. Jul, jul, strålande jul / G. Nordqvist, E. Evers
2. Ave Maria / C. Gounod, efter J.S. Bach
3. Julsång (O, helga natt, Cantique de Noël) (Minuit, Chrétiens) / A. Adam, A. Kock
4. Betlehems stjärna (Gläns över sjö och strand) / A. Tegnér, V. Rydberg
5. Jag drömmer om en jul hemma (White Christmas) / I. Berlin, Karl-Lennart
6. Räck mej din hand (Vi har samma väg att gå) / trad., G. Strandsjö

### Sida B
1. Julotta (Adeste Fideles) / trad., B. Haslum
2. Det är en ros utsprungen (Es ist ein Ros entsprungen) / trad., T. Knös
3. Stilla natt (Stille Nacht, heilige Nacht) / F. Gruber, O. Mannström
4. Luciasången (Santa Lucia) / T. Cottrau, A. Rosén
5. O, sälla dag / trad., A. Erikson